# Habitatges al carrer Xerric, 7-9 (Sant Cugat del Vallès)
El Carrer Xerric és un carrer del municipi de Sant Cugat del Vallès (Vallès Occidental). Alguns dels seus elements formen part de l'Inventari del Patrimoni Arquitectònic de Catalunya.

## Números 7 i 9
Els edificis dels números 7 i 9 del carrer Xerric estan inventariats conjuntament. Coneguts com casa Vendrell-Català. Aquests dos edificis mostren una tipologia de la més pura tradició local. Mantenen una estructura simètrica en la composició, estan formades per planta baixa i pis i són de planta rectangular. La casa corresponent al nº 9 destaca la balconada correguda reculada als laterals respecte a l'eix principal de l'edifici, i també el coronament de façana amb un frontó motllurat. En la del nº 7 els elements d'interès se centren en la forja i particularment en la gàrgola en forma de drac.